# Diculești
Diculești est une commune du județ de Vâlcea en Roumanie.